# Brokig sorgvägstekel
Brokig sorgvägstekel (Cryptocheilus fabricii) är en stekelart som först beskrevs av Vander Linden 1827.  Brokig sorgvägstekel ingår i släktet sorgvägsteklar, och familjen vägsteklar. Arten har ej påträffats i Sverige.